# Stylaster densicaulis
Stylaster densicaulis is een hydroïdpoliep uit de familie Stylasteridae. De poliep komt uit het geslacht Stylaster. Stylaster densicaulis werd in 1879 voor het eerst wetenschappelijk beschreven door Moseley. 